# کریستف ماسون
کریستف ماسون (فرانسوی: Christophe Masson‎؛ زادهٔ ۶ سپتامبر ۱۹۸۵ ‏(۳۹ سال)) دوچرخه‌سوار اهل فرانسه است.
از باشگاه‌هایی که در آن رکاب زده‌است می‌توان به دابلیوبی ورانکلاسیک آکوا پروتکت اشاره کرد.